# Пульмановская стачка
Пульмановская стачка, Пульмановская забастовка — общенациональный конфликт между профсоюзами и железнодорожными компаниями, произошедший в 1894 году в США. Финальная часть кампании американских железнодорожников за достойную оплату труда.
В 1893 году в США начался тяжёлый экономический кризис, вызвавший сокращение производства и заработных плат и рост безработицы. 11 мая 1894 года около трёх тысяч рабочих вагоностроительного завода «Пульман», жившие в рабочем посёлке Пулмен, начали «дикую» забастовку в ответ на резкое снижение зарплаты при неизменно высокой арендной плате за служебное жильё.
16 июня возглавляемый Юджином Дебсом Американский союз железнодорожников объявил компании «Пульман» общенациональный бойкот. Рабочие вагонных депо не выпускали пульмановские вагоны на линии, а машинисты отказывались водить поезда, в которых ещё оставались вагоны компании. На пике событий в забастовке участвовали до 250 000 человек в 27 государствах (штатах) США. На 2/3 территории страны прекратилось пассажирское сообщение, а в крупных городах Среднего Запада было парализовано и грузовое движение. Начался ажиотажный рост цен. Стихийно складывавшиеся толпы громили железнодорожные депо и склады, уничтожали подвижной состав; на территории Оклахома дело дошло до подрыва мостов.
Президент Стивен Кливленд направил федеральные войска (ВС США) и военизированные полицейских группы в Чикаго с приказом остановить стачку, что привело к многочисленным смертельным исходам и травмам бастующих и вызвало дебаты в его собственном кабинете на предмет соответствия конституции США.
Лидеры Американского союза железнодорожников были арестованы, признаны виновными в нарушении закона Шермана от 1890 года и приговорены к различным срокам тюремного заключения.